# Kuchugury
Kuchugury (del ruso: Кучугуры) es un posiólok del raión de Temriuk del krai de Krasnodar del sur de Rusia. Está situado en la península de Tamán, en la orilla occidental de la bahía de Temriuk, en el mar de Azov, 38 km al noroeste de Temriuk y 164 km al oeste de Krasnodar, la capital del krai.  Tenía 2 429 habitantes en 2010.
Pertenece al municipio Fontalovskoye.

## Lugares de interés
Al este de la localidad se halla el cabo Piokly, y junto a él, un volcán de lodo.

## Transporte
Al sur de la localidad pasa la carretera federal M25 Novorosíisk-Port Kavkaz.